# Eugène Muller
Pour les articles homonymes, voir Eugène Müller (homonymie) et Müller.
Eugène Muller (Ranspach, 31 août 1861 – Strasbourg, 14 janvier 1948) est un prêtre catholique et homme politique alsacien. Il fut membre du Landtag d'Alsace-Lorraine de 1911 à 1918, membre de l'Assemblée nationale de 1919 à 1927, puis du sénat de 1927 à 1940.

## Biographie
Chanoine au chapitre de la cathédrale Notre-Dame de Strasbourg, Eugène Muller est professeur de théologie au Grand Séminaire de Strasbourg puis professeur de dogmatique à la Faculté de théologie catholique de Strasbourg.
Son goût personnel pour l’art et l’histoire l’amène à dispenser un enseignement sur l’art chrétien et à participer aux travaux de différentes sociétés d’histoire en Alsace.
Eugène Muller débute en politique en 1911. Il est élu au Landtag d'Alsace-Lorraine, le parlement d'Alsace-Lorraine.
Député du Bas-Rhin de 1919 à 1927, puis sénateur de 1927 à 1940, il est le pilier au Parlement de l'adaptation de la législation française aux départements d’Alsace-Moselle, et est à ce titre un des pères du droit local d'Alsace-Moselle. Le 10 juillet 1940, il vote en faveur de la remise des pleins pouvoirs au maréchal Pétain.
Eugène Muller est l'oncle de l'auteur dramatique et homme politique Germain Muller.

## Sur le multiculturalisme français
Grand amateur et connaisseur des vins français il s’adresse en ces termes à ses collègues de la chambre des députés en 1920 : « L’éclat et la gloire de nos vins si différents les uns des autres repose sur la diversité des terroirs dont ils sont issus et sur le soin que leur porte le vigneron à les conserver purs et sans mélange. Qui aurait l’idée de verser les vins de Bourgogne, de l’Alsace, de la Champagne et du Bordelais dans un même tonneau et de produire ainsi un vin français homogène et unifié ? C’est exactement ce que fait notre constitution en dédaignant la particularité et l’âme unique de nos provinces. »

## Extrait d’un discours du chanoine Muller du 17 janvier 1913 (traduit de l'allemand)
« Moi-même je suis né français et je n'en ai jamais eu honte, au contraire j'en suis fier et j'en suis heureux... J'admire toute la richesse, tout le charme, toutes les merveilles de la culture française. Je me réjouis aussi d'être un enfant de cette culture et je regretterais qu’il ne m’ait pas été donné, au moins dans une modeste mesure, d'enrichir mon propre esprit des trésors de l'esprit français. N'ai-je pas le droit de dire dans un sens plus élevé : de notre pays? Cette culture n'a certainement pas touché notre peuple extérieurement, non, elle a laissé des traces profondes dans son âme. Ces traces nous voulons les conserver. Nous voulons faire en sorte qu’elles ne se perdent pas. »